# Kabinet-Van Hall-Van Heemstra
Het kabinet-Van Hall-Van Heemstra bestond uit conservatieven en gematigde liberalen. Het kabinet weet de spoorwegkwestie waarover het vorige kabinet is gevallen, op te lossen. Er komt daardoor spoorwegaanleg van staatswege, terwijl de wijze van exploitatie later bij wet zal worden geregeld.
Het kabinet wordt fel bestreden door de liberalen. Thorbecke betitelt de politiek van het kabinet als parasitisch, omdat het kabinet volgens hem geen vaste koers heeft, maar steeds andere meerderheden zoekt.
Onenigheid in het kabinet over het koloniale beleid en een geschil over het voorzitterschap van de ministerraad leiden tot de val van het kabinet.

## Ministers
| Minister van Buitenlandse Zaken                                                 | F.A. baron van Hall                     | cons. lib.        | a.i., tot 4 april 1860 (vanaf 8 maart waarnemend) |
| Minister van Buitenlandse Zaken                                                 | J.Ph.J.A. graaf van Zuylen van Nijevelt | antirevolutionair | 8 maart 1860 - 14 januari 1861                    |
| Minister van Buitenlandse Zaken                                                 | L.N. baron van der Goes van Dirxland    | conservatief      | vanaf 14 januari 1861                             |
| Minister van Justitie                                                           | M.H. Godefroi                           | liberaal          | vanaf 9 maart 1860                                |
| Minister van Binnenlandse Zaken                                                 | S. baron van Heemstra                   | liberaal          |                                                   |
| Minister van Financiën                                                          | F.A. baron van Hall                     | cons. lib.        | tot 23 februari 1861                              |
| Minister van Financiën                                                          | J.S. Lotsy                              | liberaal          | a.i., vanaf 23 februari 1861                      |
| Minister van Oorlog                                                             | E.A.O. de Casembroot                    | conservatief      |                                                   |
| Minister van Marine                                                             | J.S. Lotsy                              | liberaal          |                                                   |
| Minister van Koloniën                                                           | J.J. Rochussen                          | conservatief      | tot 1 januari 1861                                |
| Minister van Koloniën                                                           | J.S. Lotsy                              | liberaal          | a.i., 1 januari 1861 - 9 januari 1861             |
| Minister van Koloniën                                                           | Jhr. J.P.C. de Groot van Kraaijenburg   | cons. lib.        | vanaf 9 januari 1861                              |
| Minister van Zaken der rooms-katholieke Eredienst                               | J.A. Mutsaers                           | cons. kath        |                                                   |
| Minister van Zaken van de Hervormde en andere Erediensten, behalve die der r.k. | J. Bosscha                              | conservatief      |                                                   |

## Mutaties
In december 1860 verwerpt de Tweede Kamer de begroting van Koloniën uit onvrede over de conservatieve koers van minister Rochussen, waarop deze aftreedt.
Ook de minister van Buitenlandse Zaken treedt af vanwege de koloniale politiek.
Vanwege een geschil over het voorzitterschap van de ministerraad, treedt Van Hall af. Het voorzitterschap wordt in deze tijd nog bij toerbeurt door de ministers bekleed. Van Hall wil echter permanent voorzitter worden.
Schimmelpenninck ·
De Kempenaer-Donker Curtius ·
Thorbecke I ·
Van Hall-Donker Curtius ·
Van der Brugghen ·
Rochussen ·
Van Hall-Van Heemstra ·
Van Zuylen van Nijevelt-Van Heemstra ·
Thorbecke II ·
Fransen van de Putte ·
Van Zuylen van Nijevelt ·
Van Bosse-Fock ·
Thorbecke III ·
De Vries-Fransen van de Putte ·
Heemskerk-Van Lynden van Sandenburg ·
Kappeyne van de Coppello ·
Van Lynden van Sandenburg ·
Heemskerk Azn. ·
Mackay ·
Van Tienhoven ·
Röell ·
Pierson ·
Kuyper ·
De Meester ·
Heemskerk ·
Cort van der Linden ·
Ruijs de Beerenbrouck I ·
Ruijs de Beerenbrouck II ·
Colijn I ·
De Geer I ·
Ruijs de Beerenbrouck III ·
Colijn II ·
Colijn III ·
Colijn IV ·
Colijn V ·
De Geer II ·
Gerbrandy I ·
Gerbrandy II ·
Gerbrandy III ·
Schermerhorn-Drees ·
Beel I ·
Drees-Van Schaik ·
Drees I ·
Drees II ·
Drees III ·
Beel II* ·
De Quay ·
Marijnen ·
Cals ·
Zijlstra* ·
De Jong ·
Biesheuvel I ·
Biesheuvel II* ·
Den Uyl ·
Van Agt I ·
Van Agt II ·
Van Agt III* ·
Lubbers I ·
Lubbers II ·
Lubbers III ·
Kok I ·
Kok II ·
Balkenende I ·
Balkenende II ·
Balkenende III* · 
Balkenende IV ·
Rutte I ·
Rutte II · 
Rutte III ·
Rutte IV ·  
Schoof

* rompkabinet